# 超玻璃
超玻璃（Superglass）是假想的相態，其特點是同時有超流体及凝固无定形体的結構。此概念是由安東尼·萊格特在1970年提出。
超玻璃和一般的玻璃不同，超玻璃可以沒有阻力的流動，且流動時不會破壞晶體結構。超玻璃是由量子粒子在非常低壓和高密度下組成。
愛爾蘭物理學家J.C. Séamus Davis在2009年提出理論，認為凝固氦-4（0.2 K和50大氣壓）可能是超玻璃
。

## 外部連結
- Superglass could be new state of matter （页面存档备份，存于） (subscription required)
- A new quantum glass phase: the superglass （页面存档备份，存于）
- Phys. Rev. Lett. Vol.101, 8th Aug 2008 （页面存档备份，存于）
- Superglass Phase of Interacting Bosons Ka-Ming Tam1, Scott Geraedts1, Stephen Inglis, Michel J. P. Gingras1,, and Roger G. Melko1, Phys. Rev. Lett. 104, 215301 – Published 25 May, 2010 DOI: https://doi.org/10.1103/PhysRevLett.104.215301